# Bitwa o Lwów (1920)

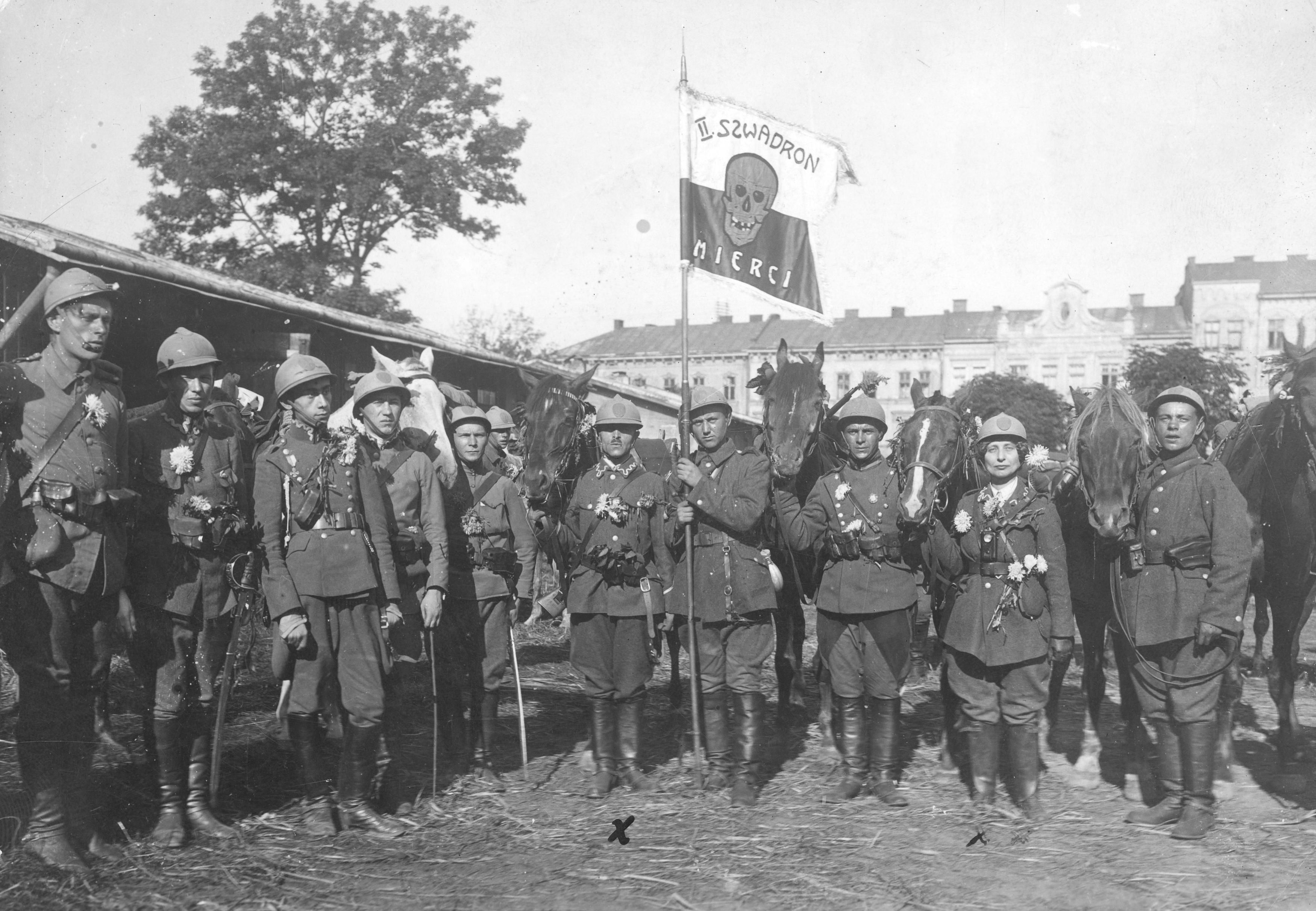
II Ochotniczy Szwadron Śmierci w czasie walk o Lwów w 1920 roku
Z prawej Janina Łada-Walicka.

Bitwa o Lwów 1920 lub Obrona Lwowa 1920 – walki toczone na przedpolach Lwowa w okresie ofensywy bolszewickiej na Polskę i po Bitwie Warszawskiej.

## Historia
Gdy sowiecki Front Zachodni pod dowództwem Michaiła Tuchaczewskiego uderzał na Warszawę, sowiecki Front Południowo–Zachodni pod dowództwem Aleksandra Jegorowa (z Józefem Stalinem jako komisarzem politycznym Frontu) uderzał na Lwów. Od połowy czerwca miastu zagrażały oddziały 1 Armii Konnej. Zagrożenie spowodowało przygotowania do obrony w mieście, zorganizowano też i wyposażono trzy pułki piechoty i dwa kawalerii oraz przygotowano linie umocnień polowych. 1 Armia Konna pod dowództwem Siemiona Budionnego nacierała po bitwach pod Brodami i Krasnem bezpośrednio na Lwów. Z Frontu Południowego Wojska Polskiego zostały tymczasem po 6 sierpnia wycofane jednostki Wojska Polskiego dla wzmocnienia grupy uderzeniowej Frontu Środkowego przygotowywanej do uderzenia na flankę sowiecką znad Wieprza. Lwów był broniony w konsekwencji, przy równoległym do 1 Armii Konnej koncentrycznym natarciu 12 i 14 Armii sowieckich, przez trzy dywizje 6 Armii (18 DP, 12 DP i 13 DP) i jedną dywizję armii ukraińskiej gen. Mychajło Omelianowicza-Pawlenki broniącą przed bolszewikami linii Strypy i Dniestru na skrajnej prawej flance Wojska Polskiego (tworzące wspólnie Front Południowy pod dowództwem gen. Wacława Iwaszkiewicza). Społeczeństwo Lwowa również stanęło do obrony swego miasta. Po miesiącu walk, 16 sierpnia, Armia Czerwona rozpoczęła atak na miasto.
W bitwie pod Zadwórzem (stacją kolejową na przedpolu Lwowa), w której 17 sierpnia 1920 roku batalion lwowskich ochotników stawił czoło bezpośredniemu natarciu 6 Dywizji Konnej Budionnego na Lwów, zginęło 318 z 330 walczących powstrzymując skutecznie przez cały dzień atak wojsk bolszewickich. Jedenastogodzinna bitwa garstki obrońców z oddziałami bolszewickimi nazwana została później Polskimi Termopilami. Po dalszych dwóch dniach ataków na przedpolach Lwowa, 20 sierpnia 1920 roku Budionny wykonał wreszcie ponawiany wielokrotnie rozkaz głównodowodzącego Armią Czerwoną Sergieja Kamieniewa, nakazujący przerwanie szturmu Lwowa i wsparcie wojsk Tuchaczewskiego na froncie pod Warszawą, i przez Sokal i Zamość uderzył w kierunku Lublina. Kontrofensywa Wojska Polskiego rozbiła już jednak w tym czasie (16–18 sierpnia) Front Zachodni Tuchaczewskiego, działania 1 Armii Konnej były więc z punktu widzenia sowieckiego spóźnione, a każdy dzień związania 1 Armii Konnej w walkach pod Lwowem był niezbędny dla zwycięstwa polskiego nad Wieprzem, Wisłą i Wkrą.
Za walki miasto zostało odznaczone Orderem Wojennym Virtuti Militari.